# Sint-Annakapel (Baarlo)

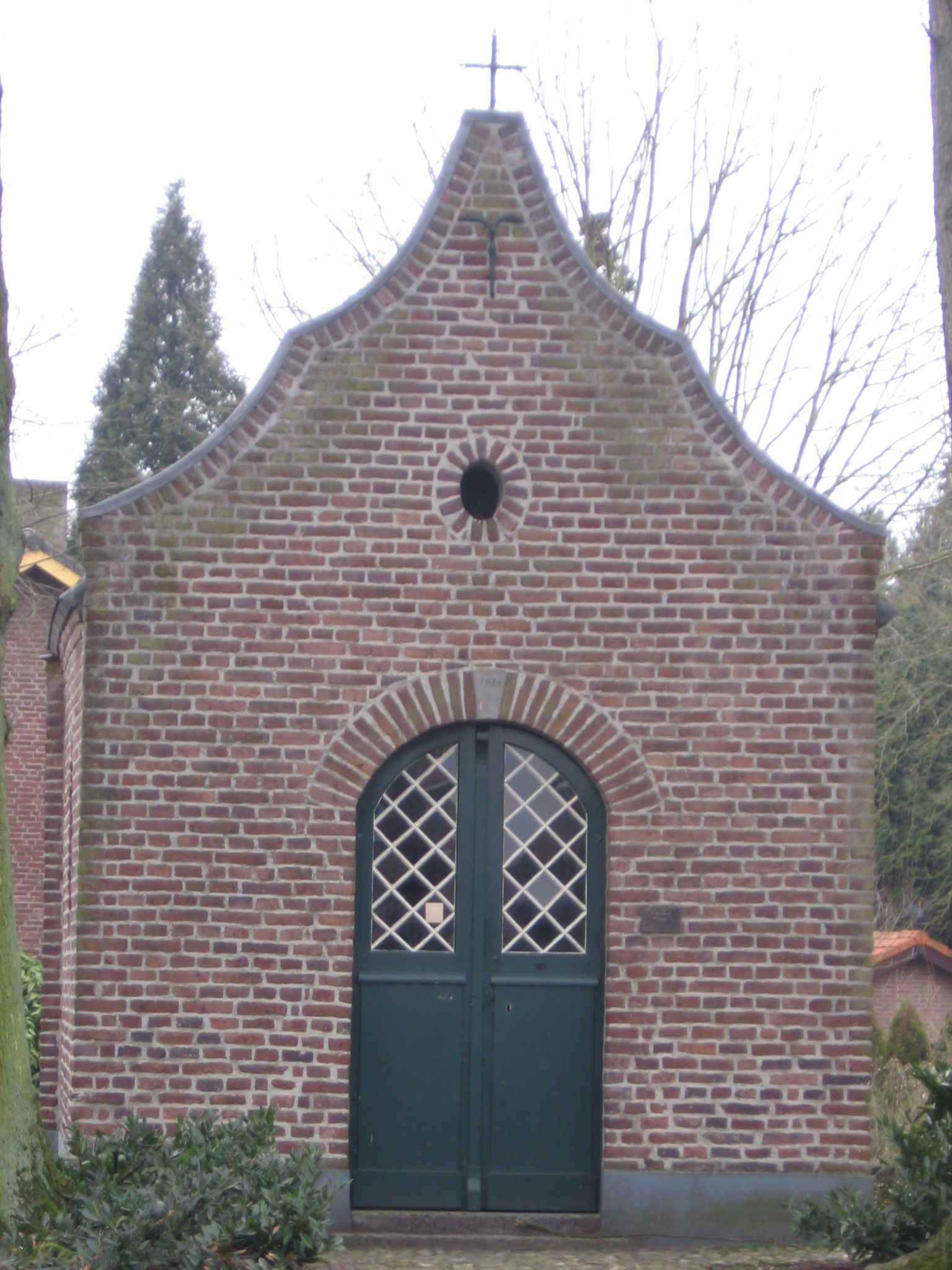
De Sint-Annakapel

De Sint-Annakapel is een kapel in Baarlo in de Nederlandse gemeente Peel en Maas. De kapel staat bij de Hoogstraat 34 op de hoek met de Julianastraat, waar ook de straat St. Annakapel op uitkomt, op ongeveer 300 meter ten zuidwesten van de Sint-Petruskerk.
De kapel is gewijd aan de heilige Anna. Naast de kapel staan twee oude bomen.
De kapel is geklasseerd als rijksmonument.

## Geschiedenis
In 1674 zou de kapel zijn gebouwd.
Sinds 11 februari 1969 staat de kapel ingeschreven in het rijksmonumentenregister.
Na een grote renovatie te hebben ondergaan werd op 21 juni 2014 de kapel opnieuw ingezegend.

## Gebouw
De bakstenen kapel heeft een driezijdige koorsluiting en wordt gedekt door een zadeldak met leien. In de linker- en rechterzijgevel zijn elk twee spitsboogvensters aangebracht en op de hoeken aan de koorzijde hoeklisenen. De frontgevel is een topgevel met een gezwenkte façade met op de top een metalen kruis. In de frontgevel bevindt zich een klein ovaal venster en bevindt zich de rondboogvormige toegang van de kapel met sluitsteen die wordt afgesloten met een dubbele deur met kleine ruitvormige raampjes.
Van binnen is de kapel wit gepleisterd en is tegen de achterwand het altaar geplaatst. Op het altaar staat op een sokkel het Sint-Annabeeld, dat de heilige toont samen met haar dochter Maria die ze leert lezen in de Bijbel.